# Hers-Vif
Hers-Vif, tudi Grand Hers, Hers, je 135 km dolga reka v južni Franciji, desni pritok reke Ariège.
Izvira na višini približno 1.500 m v bližini prelaza Chioula v Pirenejih, od koder teče proti vzhodu čez visoko planoto Pays d'Aillou, ki jo zapusti pri soteski Gorges de la Frau. Po 30 km zapusti pretežno gorato ozemlje, dolina reke se razširi, ko doseže manjše srednjeveško mestece Mirepoix. Pri kraju Sainte-Colombe-sur-l'Hers je bil na reki leta 1985 zgrajen jez, ki je ustvaril jezero Lac de Montbel, veliko 550 ha. Hers-Vif se v reko Ariège izliva 2 km nad krajem Cintegabelle.

## Geografija

### Porečje
- Lasset (Fougax-et-Barrineuf),
- Fontaine de Fontestorbes (Bélesta),
- Touyre (Lagarde),
- Blau (Chalabre),
- Douctouyre (Rieucros),
- Ambronne (Moulin-Neuf),
- Vixiège (Belpech).

### Departmaji in kraji
- Ariège: Prades, Bélesta, La Bastide-sur-l'Hers, Mirepoix, Mazères,
- Aude: Comus, Chalabre,
- Haute-Garonne: Calmont.